# Варнавинское сельское поселение
Варнавинское сельское поселение — муниципальное образование в Абинском районе Краснодарского края России.
В рамках административно-территориального устройства Краснодарского края ему соответствует Варнавинский сельский округ.
Административный центр — село Варнавинское.

## Население
| 2010  | 2012  | 2013  | 2014  | 2015  | 2016  | 2017  |
| ----- | ----- | ----- | ----- | ----- | ----- | ----- |
| 1166  | ↗1186 | ↘1156 | ↗1170 | ↗1209 | ↗1212 | ↘1201 |
| 2018  | 2019  | 2020  | 2021  | 2023  |       |       |
| ↘1185 | ↘1181 | ↗1193 | ↗1194 | ↘1152 |       |       |

## Населённые пункты
В состав сельского поселения (сельского округа) входят 2 населённых пункта:
| № | Населённый пункт | Тип населённого пункта | Население (чел.) |
| - | ---------------- | ---------------------- | ---------------- |
| 1 | Варнавинское     | село                   | ↘1111            |
| 2 | Садовый          | хутор                  | ↘55              |